# 夏鑾
夏 鑾（か らん、Xia Luan、1802年 - 1854年）。字は鳴之。清の官僚、湘軍の指揮官。
江蘇省上元出身。貢生であったが、広西省に赴いて陳亜貴の蜂起の鎮圧に参加した。その後、湘軍を創設した曽国藩に招かれ、褚汝航とともに水軍の創設にあたって、軍船の建造や軍制の制定を手掛けた。1854年、太平天国の西征軍と戦って、岳州・湘潭を奪回し、同知に昇進した。その後、城陵機の戦いでは褚汝航が水路を、夏鑾が陸路をとることになったが、伏兵に襲われて戦死した。